# Eublepharis
Eublepharis Gray, 1827 è un genere di piccoli gechi appartenenti alla famiglia Eublepharidae.
Il loro nome deriva da eu= vero e blephar= palpebra, che indica la caratteristica di avere palpebre funzionali, contrariamente alla maggior parte delle specie di gechi che hanno invece palpebre fisse.

## Descrizione
Sono sauri di media taglia, di colore molto variabile, con pelle di aspetto rugoso. Sono sprovvisti di lamelle subdigitali e sono quindi prevalentemente terrestri. Come gli altri eublefaridi sono dotati di palpebre funzionali.

## Biologia
Hanno abitudini notturne e crepuscolari.

Sono terrestri e si nutrono di insetti.

## Tassonomia
In questo genere sono riconosciute 5 specie:
- Eublepharis angramainyu Anderson & Leviton, 1966
- Eublepharis fuscus Börner, 1981
- Eublepharis hardwickii Gray, 1827
- Eublepharis macularius (Blyth, 1854)
- Eublepharis turcmenicus  Darevsky, 1977

Il geco Goniurosaurus kuroiwae venne inizialmente considerato appartenente al genere Eublepharis e descritto con i sinonimi Eublepharis orientalis Okada, 1936; Eublepharis kuroiwae; Eublepharis kuroiwae kuroiwae;  Eublepharis kuroiwae splendens Nakamura & Uano, 1959; Eublepharis splendens e Eublepharis kuroiwae Maki, 1931.

## Conservazione
Secondo la lista rossa IUCN nessuna specie è a rischio ma E. angramainyu viene classificato come "dati insufficienti" (DD).